# 光栅
光栅是一种非常重要的光学元件。
广义的光栅定义为：可以使入射光的振幅或相位（或两者同时）受到周期性空间调制的光学元件。只能使光受到振幅调制或相位调制的光栅，分别称为振幅光栅和相位光栅。按工作方式分，光栅又可分为透射光栅（透射光受调制）和反射光栅（反射光受调制）。
光栅每单位长度内的刻痕多少，主要决定于所分光的波长范围（两刻痕距离应与该波长数量级相近），单位长度内的刻痕多，色散度越大。光栅的分辨本领决定于刻痕多少。利用全息摄影技术制备的光栅称“全息光栅”，不像机刻光栅刻痕有周期性误差。
通常所说的光栅，是指利用衍射效应对光进行调制的衍射光栅。但也存在利用其它原理对光进行调制的光栅，如晶体折射率光栅。

## 资料来源
- 《物理光学与应用光学》，ISBN 7-5606-0850-7